# Alison (musikgrupp)
Alison är ett svenskt musikband i genren synthpop, bestående av Karin Bolin Derne och Magnus Johansson, som bildades 2005 i Göteborg.

## Diskografi

### Album
- Duality (2010)

### Singlar
- Disco Dolly (2008)
- No No No (2008)
- Love Fool (2007)